# Józef Kazimierz Jakubowski

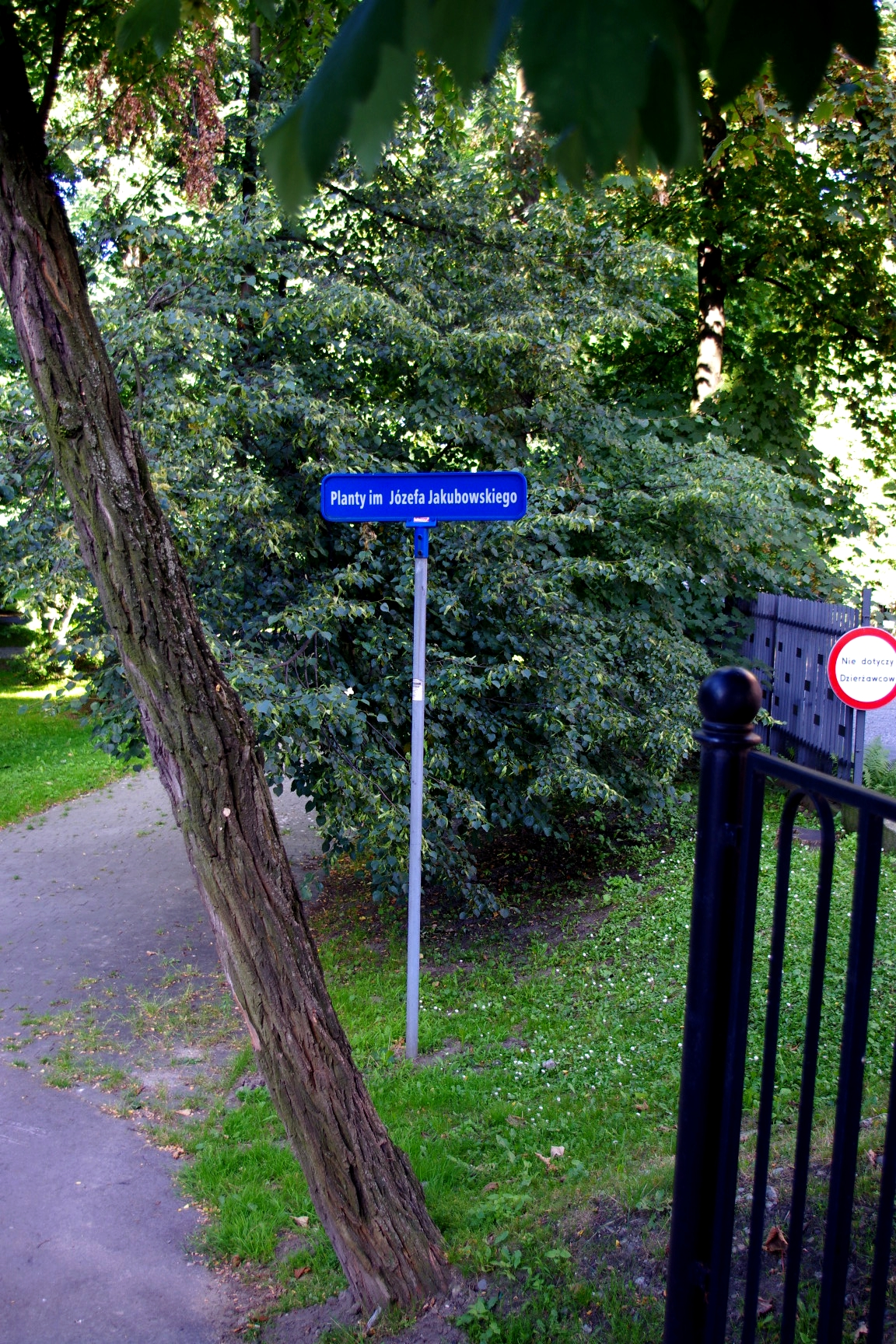
Planty im. Józefa Jakubowskiego w Tarnowie

Józef Kazimierz Jakubowski (ur. 11 marca 1861 w Tarnowie, zm. 30 stycznia 1942 tamże) – prawnik, podróżnik, inicjator powstania i pierwszy dyrektor Muzeum Miejskiego w Tarnowie.
Ojciec Józefa, Kazimierz Jakubowski, był znanym tarnowskim publicystą i redaktorem. Po ukończeniu tarnowskiego gimnazjum, Józef Jakubowski rozpoczął studia na Wydziale Prawa Uniwersytetu Jagiellońskiego. Ukończył je w 1883 roku, po czym rozpoczął pracę jako prokurator, najpierw w Tarnowie, następnie w Rzeszowie. W 1899 roku powrócił do pracy w tarnowskiej prokuraturze. Na emeryturę przeszedł w 1921 roku, po czym otworzył własną kancelarię adwokacką.
W 1904 roku odbył wyprawę na Spitsbergen, opisaną w wydanej rok później książce Do granic wiecznego lodu. Kartki z podróży w lipcu 1904 roku z Kilonii brzegami Norwegii na Spitsbergen i do 80o 34' płn. szerok. odbytej. Ponadto podróżował do Afryki Północnej, w góry Atlas oraz w Alpy Wysokie.
W Tarnowie znany był jako działacz społeczny i samorządowy. W 1926 roku został wybrany do rady miejskiej, pełniąc w zarządzie miasta funkcję asesora i drugiego zastępcy burmistrza. Do najważniejszych jego inicjatyw należą: założenie w 1927 roku Muzeum Miejskiego (obecne Muzeum Ziemi Tarnowskiej), którego został pierwszym dyrektorem, oraz sprowadzenie do Tarnowa prochów generała Józefa Bema i umieszczenie ich w mauzoleum w Ogrodzie Strzeleckim w 1929 roku. Na skutek jego zabiegów powstała w mieście Komisja Opieki nad Zabytkami Przeszłości. Był również prezesem lokalnej organizacji Polskiego Czerwonego Krzyża.
Zmarł w Tarnowie 30 stycznia 1942 roku i został pochowany na Starym Cmentarzu.